# Johannes Ockeghem
Johannes Ockeghem, född omkring 1410, död 1497, var en nederländsk tonsättare i den andra nederländska skolan.

## Biografi
Ockeghem var 1453 anställd hos Karl VII av Frankrike, blev 1463 skattmästare vid abbotsdömet Saint Martin i Tours och 1464 hovkapellmästare och blev kvar på den posten fram till sin död.
Ockeghem var den ledande tonsättaren i sin generation och måste anses vara en av de stora förnyarna inom konstmusiken över huvud taget. Han kan sägas vara den förste store renässanskompositören, och hans verk beundrades och besjöngs av flera generationer av senare kompositörer.
Ockeghem komponerade främst mässor och motetter, men även chansoner. Han skapade ett nytt klangideal inom kyrkomusiken genom att nyttja basregionen flitigare än vad som gjorts tidigare, och genom att alla stämmor fick ett mer likartat värde, till skillnad från hos t.ex. Guillaume Dufay i generationen innan. Han stod också för nymodigheten att sätta flera röster på varje enskild stämma i kören. Ockeghem rörde sig i sina verk bort från de traditionella kyrkotonarterna mot en mer utpräglad dur-moll-känsla, och förebådar på så sätt den följande musikaliska utvecklingen.
Hans stil kännetecknas av långspända bågar med rytmisk vitalitet och glest mellan kadenserna/vilopunkterna. Sällan används imitation, utan oftare är stämmorna självständiga, om det inte rör sig om rena kanonsatser.
Några av hans motetter är skrivna i sträng kanonstil. Hans mässor är oftast s.k. parodimässor, vilka bygger på en tidigare komponerad chanson.
Ockeghems sparsmakade produktion omfattar endast cirka 12 mässor, 10 motetter och 20 chansoner, samt det allra tidigaste exemplet på en Missa pro defunctis/Requiem.
Särskilt berömda är hans "Missa Prolationum", ett oöverträffat kontrapunktiskt mästerverk, där de fyra stämmorna utgör två par med varsina mensuralkanons (tidsvärdeskanons) samt "Missa Cuiusvis Toni", som går att sjunga i valfri kyrkotonart.

## Utmärkelser
Asteroiden 7343 Ockeghem är uppkallad efter honom.

## Media
Ma bouche rit (fil)